# یواس‌اس مار (ای‌کی-۹۷)
یواس‌اس مار (ای‌کی-۹۷) (به انگلیسی: USS Serpens (AK-97)) یک کشتی بود که طول آن ۴۴۱ فوت ۶ اینچ (۱۳۴٫۵۷ متر) بود. این کشتی در سال ۱۹۴۳ ساخته شد.